# Skyline Chili
Skyline Chili ist eine Restaurantkette aus Cincinnati, Ohio (USA) mit über 150 (2010) Restaurants in den Bundesstaaten Ohio, Kentucky, Indiana und Florida.

## Geschichte
Gegründet wurde sie im Jahr 1949 vom griechischen Auswanderer Nicholas Lambrinides. Den Namen „Skyline Chili“ verdankt das Restaurant dem Blick auf die Skyline von Cincinnati, den Lambrinides von seinem ersten Restaurant hatte, das sich im Stadtteil Price Hill befand. Die Familie eröffnete 1953 ein zweites Restaurant. In den 60er Jahren beschleunigte sich der Erfolg des Unternehmens. Als Nicholas Lambrinides 1962 mit 82 Jahren starb, führten seine Söhne das Geschäft fort. Bis Ende des Jahrhunderts expandierte die Restaurantkette auf über 100 Niederlassungen. 1998 wurde sie an die Investmentfirma Fleet Equity Partners verkauft, die die Traditionslinie, u. a. was die Rezepte angeht, fortführte.

## Angebot
Skyline Chili wird oft als Fastfoodrestaurant bezeichnet, da die Abläufe in den Restaurants und die Speisenzubereitung ähnlich routiniert sind wie bei großen Fastfoodketten. Im Vergleich zu diesen wird man bei Skyline Chili jedoch am Tisch bedient und bekommt während der Wartezeit kostenlose Cracker.
Zu den Spezialitäten zählt das sogenannte Cincinnati Chili, eine Art Chili con Carne, das über Spaghetti (z. B. 3-Way) oder Hot Dogs (Coney bzw. Cheese Coney) gegeben wird. Durch das Verwenden bestimmter Gewürze hat das Cincinnati style chili dieser Restaurantkette einen besonders charakteristischen Geschmack. Von Bedeutung ist das Rezept, welches offiziell als ein wohl behütetes Familiengeheimnis bezeichnet wird. Skyline Chili ist offizieller Sponsor der Cincinnati Reds und der Columbus Blue Jackets.